# Heliconia standleyi
Heliconia standleyi là một loài thực vật có hoa trong họ Heliconiaceae. Loài này được J.F.Macbr. mô tả khoa học đầu tiên năm 1931.